# It's a Long Long Way to Tipperary
It's a Long Long Way to Tipperary è un cortometraggio muto del 1914 diretto da Maurice Elvey.

## Produzione
Il film fu prodotto dalla British & Colonial Kinematograph Company.

## Distribuzione
Distribuito dalla British & Colonial Kinematograph Company, uscì nelle sale cinematografiche britanniche nel novembre 1914. Negli Stati Uniti, il film fu distribuito dall'Apex Film Corp.